# Дрюневщина
Дрюне́вщина — деревня в Селивановском сельском поселении Волховского района Ленинградской области.

## История
На карте Санкт-Петербургской губернии Ф. Ф. Шуберта 1834 года упоминается деревня Дрюнювщина.

ДРЮНЕВШИНА — деревня принадлежит Казённому ведомству, число жителей по ревизии: 58 м. п., 64 ж. п. (1838 год)

Деревня Дрюнювщина отмечена на карте Ф. Ф. Шуберта 1844 года.

ДРЮНЕВШИНА — деревня Ведомства государственного имущества, по просёлочной дороге, число дворов — 24, число душ — 58 м. п. (1856 год)

ДРЮНЕВЩИНА — деревня казённая при реке Валгоме, число дворов — 28, число жителей: 60 м. п., 67 ж. п. (1862 год)

Согласно епархиальным сведениям 1899 года деревня относилась к приходу Крестовоздвиженской (ранее Воскресенской, Воскресенского Масельгского погоста) церкви в селе Лунгачи.
В конце XIX — начале XX века деревня административно относилась к Шахновской волости 3-го стана Новоладожского уезда Санкт-Петербургской губернии.
По данным «Памятной книжки Санкт-Петербургской губернии» за 1905 год деревня называлась Дрюневщино и входила в Низинское сельское общество.

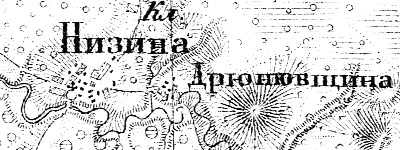
Деревня Дрюневщина на карте 1915 года

Согласно карте Петроградской и Новгородской губерний издания 1915 года деревня находилась на реке Валгамке и называлась Дрюнювщина.
С 1917 по 1923 год деревня входила в состав Низинского сельсовета Шахновской волости Новоладожского уезда.
С 1923 года в составе Колчановской волости Волховского уезда.
С 1927 года в составе Волховского района.
По данным 1933 года деревня называлась Дрюневщина и входила в состав Низинского сельсовета Волховского района.

Деревня Дрюневщина на карте 1940 года

С 1946 года в составе Новоладожского района.
В 1951 году население деревни составляло 259 человек
В 1958 году население деревни составляло 20 человек.
С 1963 года вновь в составе Волховского района.
По данным 1966 и 1973 годов деревня Дрюневщина также входила в состав Низинского сельсовета.
По данным 1990 года деревня Дрюневщина входила в состав Селивановского сельсовета.
В 1997 году в деревне Дрюневщина Селивановской волости не было постоянного населения, в 2002 году проживали 2 человека (все русские).
В 2007 году в деревне Дрюневщина Селивановского СП — проживал 1 человек.

## География
Деревня расположена в северной части района к югу от автодороги Р21 (E 105) «Кола» (Санкт-Петербург — Петрозаводск — Мурманск), и к востоку от автодороги 41К-405 (Низино — Лунгачи — Телжево).
Расстояние до административного центра поселения — 4 км.
Расстояние до ближайшей железнодорожной станции Лунгачи — 8 км.
Деревня находится на правом берегу реки Валгомка.

## Демография
| 1838 | 1862 | 1997 | 2007 | 2010 | 2017 |
| ---- | ---- | ---- | ---- | ---- | ---- |
| 122  | ↗127 | ↘0   | ↗1   | ↗7   | ↘3   |

### Национальный состав
Согласно данным Всероссийской переписи населения 2021 года в деревне проживали 4 человека, все русские.